# Karl-Heinz Matthes
Karl-Heinz Matthes (Frankfurt del Main, 1944) va ser un ciclista alemany que s'especialitzà en el ciclisme en pista. Com amateur, va guanyar una medalla de plata al Campionat del món de mig fons de Rocourt 1963 per darrere del belga Romain De Loof.